# Cervélo Test Team

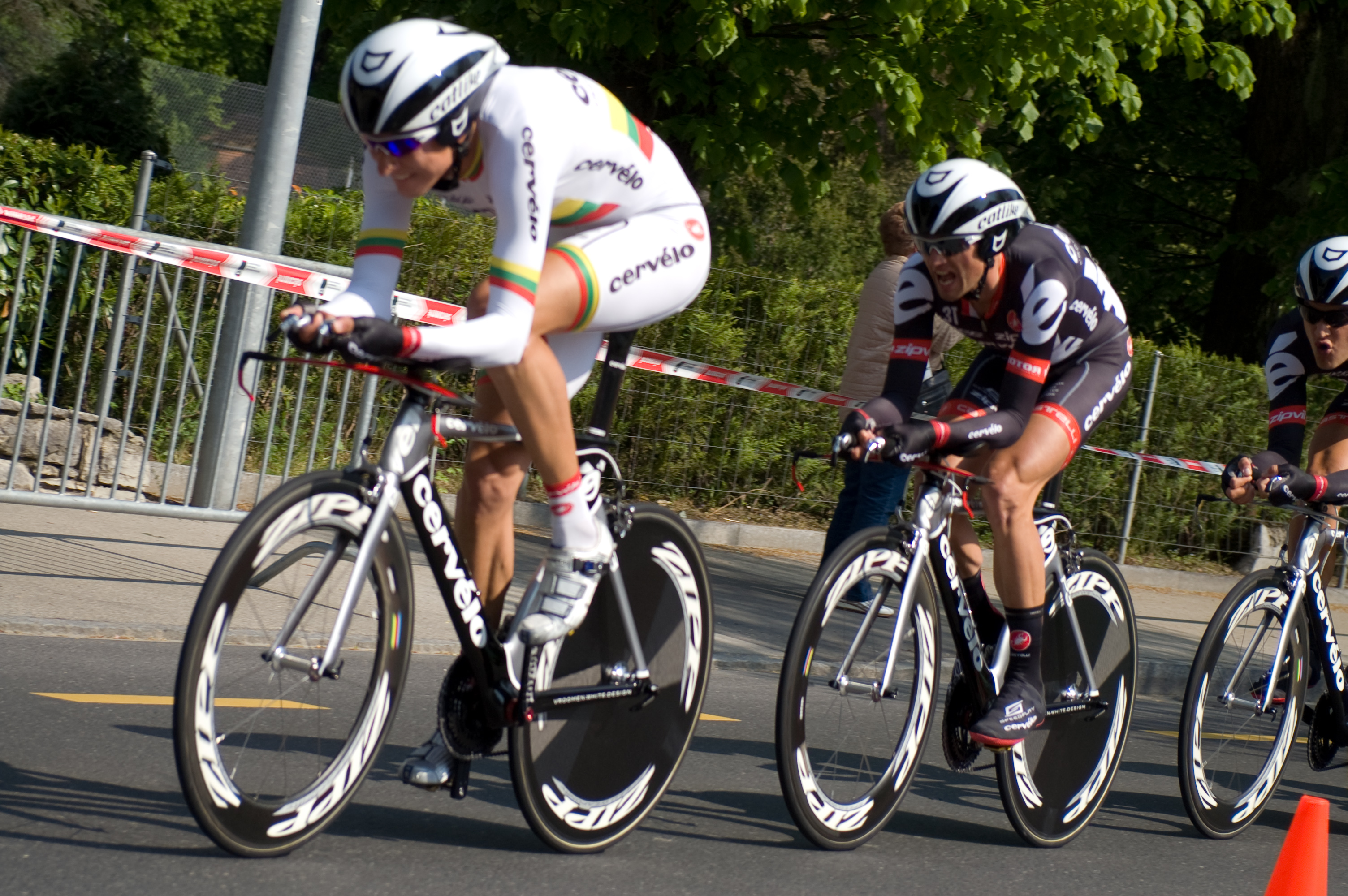
"Cervélo TestTeam" no Tour de Romandie 2009

Cervélo Test Team (Código da equipe na UCI: CTT)  foi uma equipe de ciclismo profissional com sede na Suíça que existiu em 2009 e 2010. O principal patrocinador da equipe era o fabricante de bicicletas "Cervélo Cycles" com sede no Canadá, que fornecia também equipamentos para a equipe Team CSC Saxo Bank.